# Ceratinella brevis
Ceratinella brevis là một loài nhện trong họ Linyphiidae. Chúng được miêu tả năm 1834 bởi Wider.